# Clarkston (Michigan)
Clarkston, ufficialmente chiamato City of the Village of Clarkston, è un comune degli Stati Uniti d'America, situato nello Stato del Michigan, nella contea di Oakland.